# Romulus Neagu
Romulus Neagu (n. 23 iunie 1930, București, România – d. 25 decembrie 2004, București, România) a fost un deputat român în legislatura 1996-2000, ales în județul Dâmbovița pe listele partidului PDSR.
La data de 9 ianuarie 1990, ambasadorul Romulus Neagu a fost eliberat din funcția de reprezentant permanent al României pe lângă Organizația Națiunilor Unite și numit în funcția de adjunct al ministrului afacerilor externe.